# Gazprom

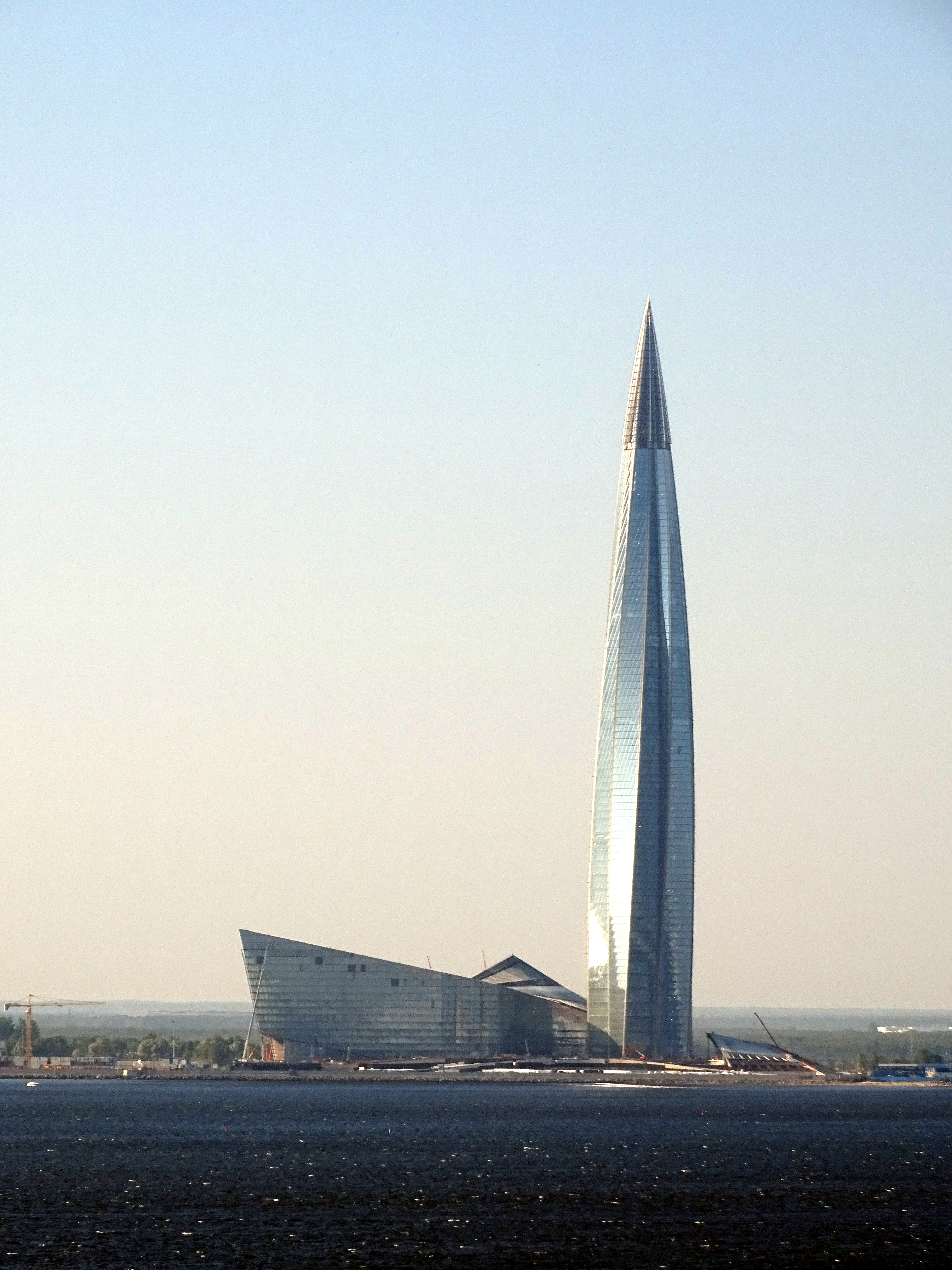
Siège de Gazprom dans le Lakhta Center à Saint-Pétersbourg.

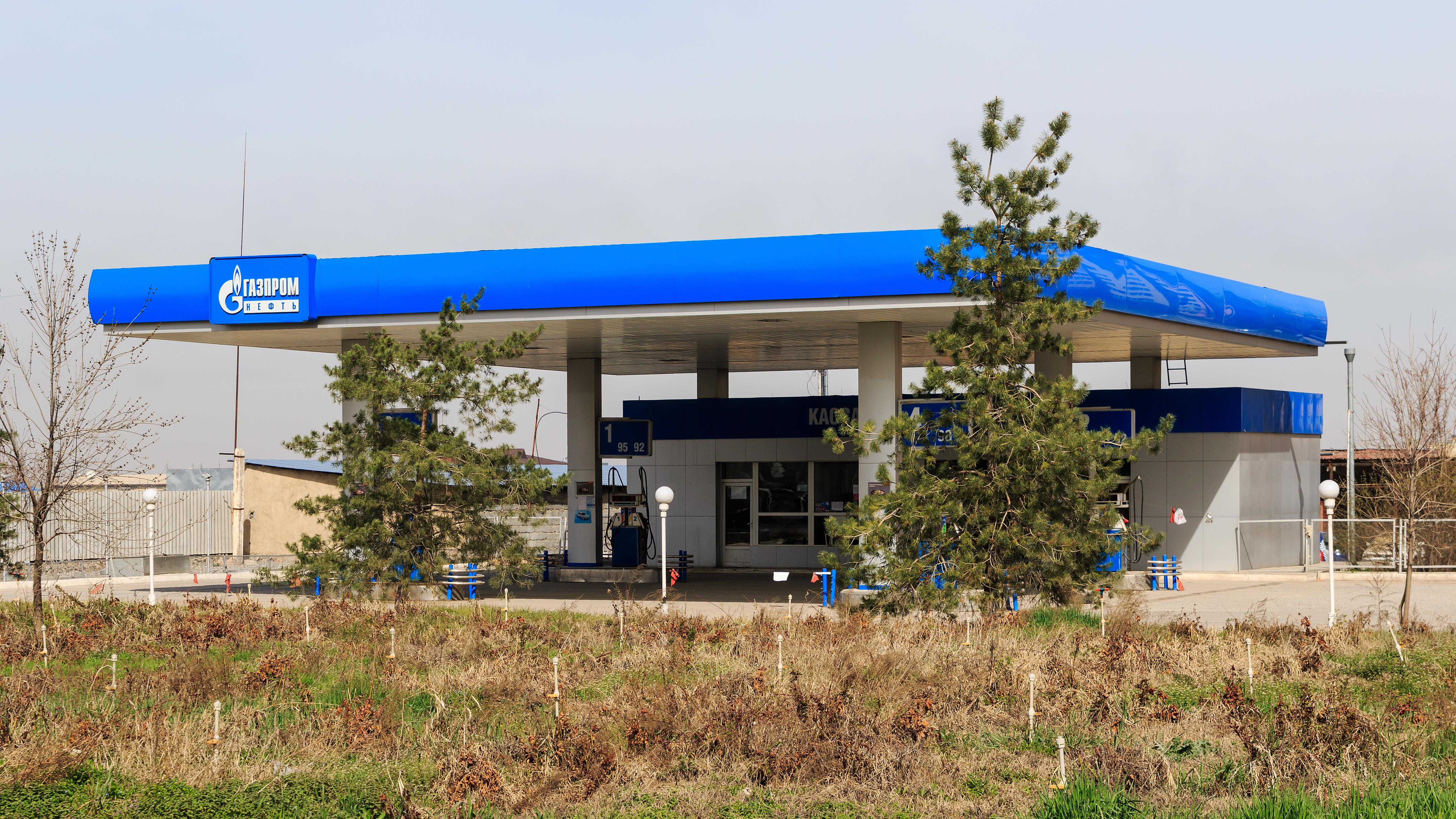
Une station-service de Gazprom à Bichkek, Kirghizistan.

Gazprom (en cyrillique : Газпро́м) est une société anonyme russe connue principalement pour l'extraction, le traitement et le transport de gaz naturel. Depuis 2005, elle est aussi un acteur majeur sur le marché mondial du pétrole. Son nom est l'acronyme de Gazovaïa Promychlennost, qui signifie « Industrie gazière » en russe.
En 2007, c'est la première entreprise russe, la 5e par la capitalisation boursière au monde, derrière Saudi Aramco, TotalEnergies, ExxonMobil et PetroChina et la première valorisation boursière d'Europe.
En décembre 2008, à la suite de la crise financière de 2008 entre autres, sa capitalisation boursière a diminué de 76 % par rapport à son sommet, la faisant passer à 85 milliards de dollars, la positionnant ainsi au 35e rang mondial, avant de revenir au 15e rang mondial en 2012. En 2014, Gazprom est classée comme étant le deuxième plus gros investisseur du monde, avec 44,5 milliards de dollars d'investissements.
En 2005, la société a contribué pour 20 % aux recettes budgétaires de l'État russe et contribuait à hauteur de 8 % au PIB. Elle emploie plus de 400 000 personnes.
En 2004, elle produit environ 93 % du gaz naturel russe, tout en contrôlant 16 % des réserves mondiales, soit environ 28 800 km3,. La société possède notamment les gisements de l'Ourengoï et de Chtokman. Ses clients se trouvent en Europe centrale et en Europe occidentale, ainsi que dans l'ancienne URSS.
En plus de ses réserves de gaz naturel, et du plus grand réseau de gazoducs au monde (160 000 km), elle détient des positions dans les banques, l'assurance, les médias, la construction et l'agriculture.
En 2011, la capacité de production électrique du groupe s'élevait à 37 GW, soit 17 % de la totalité des capacités électriques installées en Russie. Fin 2011, Gazprom emploie plus de 400 000 salariés.
En 2022, le chiffre d'affaires de la société s'élevait à près de 80 milliards d'euros.
Gazprom est l'une des principales entreprises émettrices de gaz à effet de serre dans le secteur des hydrocarbures.

## Historique
Le ministère soviétique de l'industrie gazière (en russe : Министерство газовой промышленности СССР), chargé de la prospection, de l'extraction, du transport et de la distribution du gaz naturel, fut fondé en 1965. En 1989, en pleine période de réformes économiques structurelles, ce ministère fut transformé en groupement (konzern) d'État (государственный концерн)  « Gazprom », devenu société d'État par actions (РАО) en 1993. Le futur chef du gouvernement russe Viktor Tchernomyrdine sera nommé à la tête de Gazprom de 1989 à 1992.
À la suite de l'éclatement de l'URSS en 1991, Gazprom a perdu un tiers de ses gazoducs et un quart de ses stations de pompage, devenus propriétés des républiques indépendantes.
En septembre 2005, Gazprom a annoncé la construction, pour 2010, d'un gazoduc de 1 200 kilomètres sous la mer Baltique. L'un des objectifs est de contourner la Pologne et l'Ukraine, et donc éviter les coûts de transit et les risques d'éventuels « prélèvements non sanctionnés » (selon l'expression de Gazprom).
La société est cotée à la bourse de Londres depuis le 1er janvier 2006 et a presque doublé de valeur en deux mois à la suite de la crise avec l'Ukraine (voir ci-dessous). Les investisseurs internationaux détiennent environ 20 % du capital, l'État russe, 50 % plus une action, le reste étant réparti entre des détenteurs russes et étrangers.
Pour maintenir le niveau de ses exportations, Gazprom doit mettre en production les champs de la péninsule de Yamal et pour cela investir des dizaines de milliards de dollars, alors même que le prix très bas du gaz sur le marché russe (trois quarts des débouchés de Gazprom) ne permet pas de payer ces investissements. Les prix internes de Gazprom pour le gaz s'échelonnaient, fin 2005, de 25 à 48 dollars/1 000 m3, tandis qu'ils dépassaient les 200 dollars/1 000 m3 pour ses clients étrangers,.
En septembre 2012, la Commission européenne annonce avoir ouvert une enquête sur les pratiques commerciales de Gazprom en Pologne, République tchèque, Slovaquie, Bulgarie, Hongrie, Lituanie, Lettonie et Estonie. Elle soupçonne notamment cette société d'avoir « empêché la diversification de l’approvisionnement en gaz », ce qui constitue une restriction à la concurrence. En avril 2015, elle envoie à Gazprom une notification des griefs, c’est-à-dire un acte d’accusation pour violation de la loi antitrust.
Entre 2014 et 2018, Gazprom et l'ensemble de ses filiales devraient déménager leurs sièges sociaux à Saint-Pétersbourg au lieu de Moscou.
En 2023, Gazprom a subi une perte record de 6,4 milliards d'euros, la première depuis 1999. Selon Thierry Bros, professeur à Sciences Po, « début 2022, Gazprom a obéi aux ordres du Kremlin pour arrêter de vendre du gaz aux Européens ». Les sanctions européennes en réaction à l'invasion de l'Ukraine par la Russie ont fragilisé Gazprom. Les contrats avec la Chine, l'Inde et le Pakistan ne peuvent remplacer ceux avec l'Europe car leurs prix sont nettement inférieurs. L'arrêt des livraisons en passant par l'Ukraine lui coûterait 6,5 milliards de dollars par an.
En janvier 2025, l'entreprise russe Gazprom, envisage des licenciements en raison des difficultés financières dues à l'invasion de l'Ukraine par la Russie.

## Une entreprise stratégique pour l'État russe
Gazprom domine le marché gazier mondial. Malgré une privatisation partielle sous la présidence de Boris Eltsine, elle reste toujours sous un contrôle étroit de l'État russe, qui, de 2004 à 2006, a fait passer sa part dans le capital de 38 % à plus de 50 %.
Gazprom cherche à obtenir des droits d'accès à la distribution du gaz en Europe, dans le but d'être présent tout au long du circuit gazier — de l'amont jusqu'en aval —, tout en préservant sa position dominante dans le domaine de l'extraction en Russie.
Par ailleurs, pour prévenir une éventuelle diversification d'approvisionnement des pays européens, pourtant peu réaliste à grande échelle, inspirée par son premier affrontement avec l'Ukraine en janvier 2006, Gazprom négocie activement avec la Chine, la Corée du Sud et le Japon pour construire de nouveaux tronçons de gazoducs vers ces pays, et envisage la construction d'un méga-terminal de gaz naturel liquéfié situé en Arctique avec l'aide des Canadiens pour alimenter l'Amérique du Nord.
Dans ce contexte d'incertitudes, le monopole de Gazprom (neuf dixièmes de la production gazière du pays) est vivement critiqué par de nombreux pays clients qui souhaiteraient s'approvisionner en concurrence.
Des tentatives de réformes ont été suggérées, comme le développement d'opérateurs indépendants concurrents de Gazprom et l'augmentation des tarifs domestiques réglementés du gaz (sans remettre en cause le monopole d'exportation de Gazprom). À ce sujet, le premier ministre Vladimir Poutine reste prudent, l'augmentation de la production de gaz naturel n'ayant pas produit une amélioration des finances russes.
Les anciennes républiques de l'URSS voient en Gazprom un « cheval de Troie » de l'influence russe dans les pays de l'ex-Union soviétique et s'inquiètent d'une dépendance grandissante de l'Europe orientale. La crainte de l'augmentation du prix du gaz russe inquiète l'Europe centrale qui doit déjà faire face à l'augmentation du prix du pétrole. D'autant plus que la libéralisation du secteur électrique et gazier en Europe de l'Ouest offre à Gazprom d'importants bénéfices économiques et financiers sur le marché européen de l'énergie. Certains y voient un passage de la géopolitique à la « géoéconomie » ou, à l'instar du sénateur américain Richard Lugar, et considèrent que la Russie est en train de devenir une « super-puissance énergétique », après les pays producteurs de pétrole.

### Gazprom et l'Europe
Gazprom a fourni à l'Europe de l'Ouest 25 % de ses approvisionnements en gaz naturel en 2005.
Les États baltes et la Finlande sont dépendants à 100 %, l'Autriche à 55 %, l'Allemagne à 37 %, la France à 15 %.
Le gaz en direction de l'Union européenne est transporté essentiellement via l'Ukraine et la Biélorussie (20 %).
Le 8 mars 2006, la Commission européenne a publié un Livre vert sur la stratégie européenne de l'énergie dont un volet concerne la coopération extérieure. Le 18 avril, Gazprom riposte en faisant comprendre à ses clients européens qu'ils pourraient se trouver en panne de gaz s'ils ne se montraient pas plus coopératifs, en renonçant à « politiser les questions gazières » et en permettant à Gazprom de prendre le contrôle d'une partie de la distribution dans les pays de l'Union européenne.

### Conflits sur les tarifs et le transit avec l'Ukraine et la Biélorussie

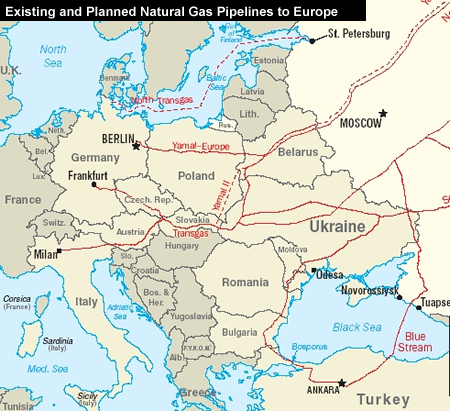
Gazoducs russes vers l'Europe (existants, en construction ou en projet)

#### Première crise avec l'Ukraine
Jusqu'au 31 décembre 2005, l'Ukraine bénéficiait de prix avantageux grâce à ses bonnes relations et son statut d'ancien pays de l'Union soviétique. Gazprom souhaitait aligner le prix du gaz ukrainien, jusque-là fortement subventionné (47 dollars les 1 000 m3, contre 230 dollars sur le marché européen). Gazprom argumentait sa décision par le fait que l'Ukraine avait obtenu le statut d'économie de marché, et devait donc être aux mêmes conditions que le reste de l'Europe.
Par ailleurs, Gazprom accusait l'Ukraine de gonfler facticement ses importations de gaz et de revendre le surplus à l'Europe, empochant au passage la différence entre le prix que payait l'Europe et le prix subventionné qu'elle-même payait à la Russie. À la suite de l'échec des négociations sur ce sujet, l'Ukraine contestant la réalité de ces prélèvements illégaux, Gazprom posa un ultimatum en menaçant de couper le gaz à l'Ukraine en ne laissant que passer celui à destination de l'Europe. C'est ce qui eut lieu le 1er janvier 2006, et la diminution consécutive du débit à destination de l'Europe, outre le fait d'internationaliser la crise, démontra l'existence de ces prélèvements illégaux.
L'Ukraine cède le 3 janvier 2006, promettant de mettre fin aux prélèvements et acceptant l'alignement sur le prix du marché européen, tandis que Gazprom recommence alors à alimenter les gazoducs à pleine capacité,,.
Cependant, le vol semble n'être qu'un facteur secondaire de la réaction de la Russie, qui serait plus préoccupée par ses intérêts géostratégiques.
Finalement, les termes de cet accord imposent une augmentation du prix du gaz moins sévère qu'initialement prévu. L'Ukraine paiera en pratique 95 dollars/1 000 m3, car les livraisons seront composées en partie par le gaz turkmène, à 50 dollars/1 000 m3, via la société mixte RosUkrEnergo dont les actionnaires ne sont pas clairement connus.

#### Négociations difficiles avec la Biélorussie
Fin 2006, la Biélorussie a ardemment négocié le prix de son gaz, qu'elle payait jusqu'à cette date 47 dollars/1 000 m3 (contre plus de 250 dollars alors sur le marché européen). Menaçant de couper les robinets à moins d'obtenir le prix demandé, Gazprom a obtenu un accord final in extremis le 31 décembre 2006 à un prix de 100 dollars/1 000 m3. De plus, il a obtenu en compensation 50 % des titres de la société gazière biélorusse Beltransgaz (dont le montant de cinq milliards de dollars est estimé surévalué par les experts russes).
Outrée par cette augmentation, la Biélorussie a appliqué une taxe sur le transit du pétrole russe vers les pays plus à l'Ouest (45 dollars/tonne) qu'elle a dû abolir quelques jours après sous la pression du gouvernement russe.

#### Deuxième crise avec l'Ukraine
Le 2 janvier 2009, à la suite d'un différend entre l'Ukraine et Gazprom sur le prix à payer en 2009 et faute de paiements d'une partie des livraisons de 2008, Gazprom a réduit, puis stoppé les livraisons du gaz naturel à l'Ukraine. En conséquence, des pays membres de l'Union européenne (UE) reçoivent moins de gaz naturel en provenance du réseau gazier de Gazprom, lequel transite en grande partie par l'Ukraine. La Russie accuse l'Ukraine de voler le gaz destiné à l'Europe pour compenser les coupures des approvisionnements qu'elle subit et tente d'augmenter le débit des gazoducs qui passent par la Biélorussie et la Turquie. Le réseau ukrainien est stratégique pour l'UE, car l'approvisionnement en provenance de la Russie (fournisseur à hauteur de 40 % de l'UE) transite à 80 % par l'Ukraine.
La Hongrie a subi une baisse d'approvisionnement de dix millions de mètres cubes, sur un total habituel de 42 millions de mètres cubes, alors que la Pologne a pu compenser ce manque en ayant recours à un autre fournisseur de gaz naturel. Également, la Roumanie a subi une baisse du volume de livraison de 30 % à partir du 3 janvier en soirée et la Bulgarie de 10 à 15 % à partir du lendemain.
Le 6 janvier 2009, plusieurs pays de l'UE n'ont pas reçu de gaz en provenance de Gazprom.
Le 7 janvier 2009, Gazprom a cessé d'approvisionner l'ensemble du réseau de gazoducs ukrainiens alimentant l'Europe, accusant l'Ukraine de détourner du gaz qui y circulait jusqu'alors, accusation étayée selon Gazprom par des relevés faits par la Société générale de surveillance. L'Ukraine rejette cette accusation, mais refuse cependant d'octroyer l'accès des experts indépendants aux compteurs de gaz sur son territoire. Gazprom a fait appel à des observateurs internationaux afin de contrôler les livraisons de gaz.
Le 13 janvier 2009, malgré l'accord signé par l'Ukraine et Gazprom ainsi que la présence d'experts européens pour confirmer le transport du gaz via l'Ukraine, le transit du gaz naturel vers les pays européens n'a pas repris. La société ukrainienne Naftogaz a admis avoir bloqué le transit en affirmant que Gazprom avait imposé des « conditions de transit inacceptables ».
Selon l'estimation du président Medvedev, Gazprom a perdu 1,1 milliard de dollars de chiffre d'affaires depuis le 1er janvier 2009 en raison de la crise avec l'Ukraine. Il a par ailleurs appelé à un sommet extraordinaire des pays impliqués ou touchés par ce conflit gazier.

## Projets de nouveaux gazoducs
Dans le but affiché de sécuriser l'approvisionnement en gaz de l'Europe de l'Ouest en diversifiant son transit, Gazprom met en place deux grands projets de gazoduc vers l'Europe : le Nord Stream (« Flux du nord ») et le South Stream (« Flux du sud »). Ces gazoducs permettront d'éviter le transit par des pays dits « à problèmes » qui sont accusés par Gazprom de surcharger les droits de transit (Pologne) ou de voler du gaz (Ukraine).

### Nord Stream

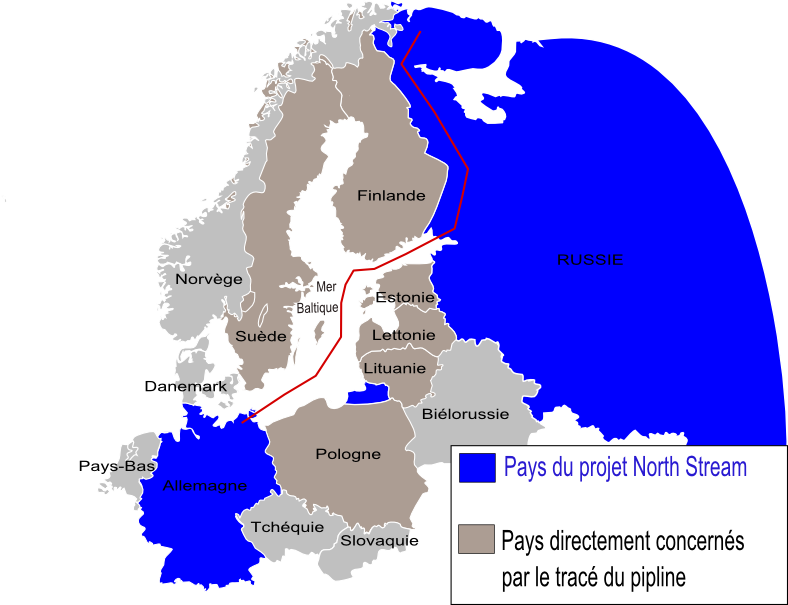
Carte du tracé du North Stream sur le fond de la mer Baltique

Le projet de gazoduc Nord Stream fut lancé en 1997 par Gazprom et la compagnie finlandaise Neste (ancien Fortum) qui ont formé pour l'occasion la compagnie North Transgas Oy pour la construction et l'exploitation de ce gazoduc reliant la Russie avec le nord de l'Allemagne à travers la mer Baltique. L'associé allemand de ce projet était Ruhrgas (actuellement E.ON). Le projet fut approuvé le 18 novembre 2002 par le comité de gestion de Gazprom. Le 8 septembre 2005, Gazprom, BASF et E.ON ont signé un accord de base sur la construction du gazoduc. Il est géré par Nord Stream AG, une compagnie commune de Gazprom (51 %) et les Allemands BASF et E.ON (chacun à hauteur de 24,5 %).
Le 9 décembre 2005, Gazprom a lancé la construction de la section terrestre du gazoduc en Russie. Selon les prévisions, le premier tronçon sera opérationnel en 2009-2010 et le deuxième en 2010-2012. Il y aura une plate-forme de service dans la zone suédoise à 90 kilomètres au nord-est de l'île de Gotland. Le projet devrait coûter environ six milliards d'euros.
Face aux critiques émises par la Suède et la Pologne concernant de possibles problèmes écologiques du tracé qui doit passer sur le fond de la mer Baltique, le groupe Nord Stream AG a déclaré (fin octobre 2007) qu'il constitue la meilleure solution des points de vue économique, environnemental et technique. On craint notamment que les travaux sous-marins se heurtent à un des nombreux dépôts de « mines, armes chimiques et déchets chimiques » ou de munitions conventionnelles. Des décharges sous-marines de ce type sont nombreuses en Baltique où l'environnement s'est fortement dégradé, avec l'apparition notamment de zones mortes.
Le gouvernement allemand de Gerhard Schröder s'est porté garant d'un crédit d'un milliard d'euros proposé par les banques Deutsche Bank et KfW à Gazprom pour la construction de ce gazoduc germano-russe en mer Baltique. Peu après avoir cédé le pouvoir à Angela Merkel, Gerhard Schröder a été engagé par Gazprom pour diriger le conseil de surveillance du consortium germano-russe chargé de construire ce gazoduc, dont Gazprom détient 51 %.

### South Stream
- Gazoduc South Stream (avec la participation du Gazprom)
- Gazoduc Nabucco (sans la participation du Gazprom)

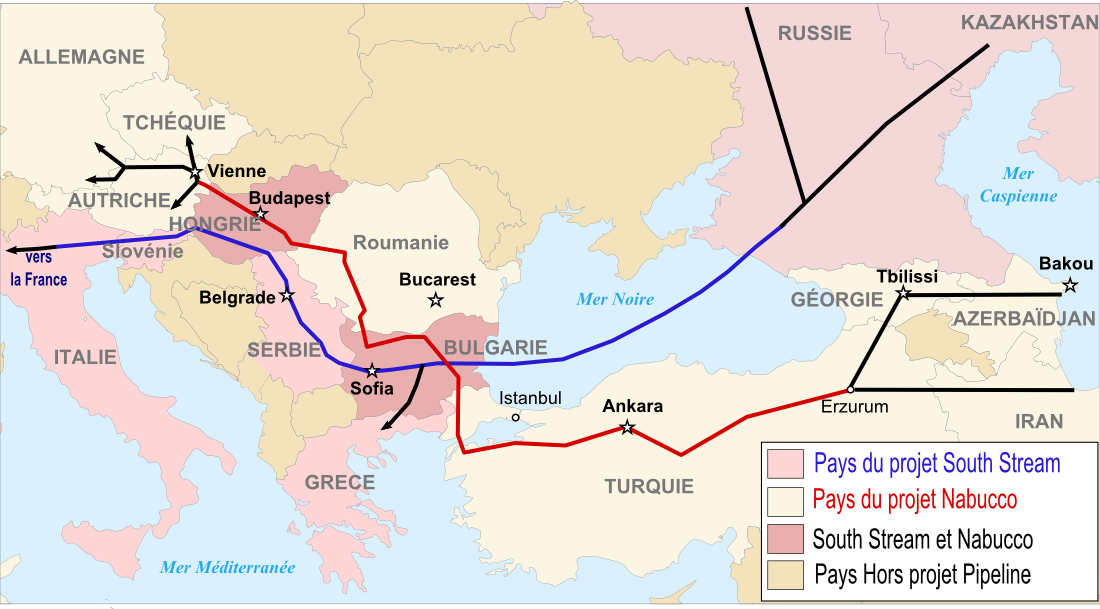
Tracés des futurs gazoducs via l'Europe du Sud :

La lettre d'intention de la construction du gazoduc South Stream a été signée le 23 juin 2007 à Rome par Paolo Scaroni, PDG de la compagnie énergétique italienne ENI et le vice-président de Gazprom, Aleksandr Medvedev, en la présence des ministres de l'énergie Pierluigi Bersani (Italie) et Viktor Khristenko (Russie). Le projet aurait dû être financé, détenu et opéré conjointement par Gazprom et ENI, avec des participations ouvertes aux pays de transit. EDF avait acheté des parts dans le projet.
Selon le projet initial, les 900 kilomètres de la section offshore de South Stream auraient dû débuter de la station de compression de Bregovaya sur la côte russe de la mer Noire pour atteindre Varna en Bulgarie. De là, la route sud-ouest aurait dû continuer à travers la Grèce et la mer Ionienne jusqu'en Italie méridionale. La route nord-ouest aurait ensuite traversé la Bulgarie, la Serbie et la Hongrie jusqu'en Autriche.
En décembre 2014, Gazprom a annoncé l'abandon du projet, déclarant qu'il ne pouvait être réalisé en raison du refus de la Bulgarie d'autoriser le passage du gazoduc sur son territoire, sous pression de l'Union européenne.
Gazprom a annoncé que l'abandon de South Stream serait compensé par un autre projet de gazoduc en Mer Noire, qui sera fait en collaboration avec la Turquie.

## Émissions de gaz à effet de serre
En 2017, la Carbon Disclosure Project classe l'entreprise Gazprom comme étant la 3ᵉ entreprise la plus émettrice de gaz à effet de serre. Elle passe à la deuxième position dans le classement de 2019.
Une étude publiée en 2019 par des chercheurs de l'institut américain Climate Accountability Institute — qui fait autorité mondialement quant au rôle des grands producteurs d'hydrocarbures dans le réchauffement climatique, selon le journal britannique The Guardian — indique que Gazprom est la troisième entreprise mondiale la plus émettrice de gaz à effet de serre depuis 1965, avec 43,23 milliards de tonnes d'équivalent CO2.

## Stratégies de contrôle des approvisionnements et de la distribution du gaz dans le monde

### Leadership au sein du Forum des pays exportateurs de gaz
Le gouvernement russe participe activement aux travaux du Forum des pays exportateurs de gaz (FPEG). Le but de ce forum serait principalement de mettre en place un mécanisme de coordination des prix de gaz naturel. La Russie considère ce forum gazier comme une structure qui devrait s'occuper de projets communs, et de la création, entre autres, de réseaux de transport du gaz. Selon les analystes, la Russie, le Qatar et l'Iran formeraient la « grande troïka gazière », le noyau d'une organisation, susceptible de se transformer en cartel de type OPEP.
Officiellement, le FPEG se défend d'avoir créé un cartel gazier à l'instar de l'OPEP et assure de ne pas vouloir fixer de quotas de production. En effet, l'organisation ne possède pas de mécanismes de contrôle efficaces sur le prix du gaz à l'international. Très souvent, les livraisons de gaz sont régies par des contrats bilatéraux à long terme (parfois sur dix ans, voire plus), ce qui limite les actions communes des pays exportateurs sur le prix.
La dernière rencontre du FPEG a réuni à Moscou, le 23 décembre 2008, les douze pays exportateurs du gaz naturel. À l'issue de cette rencontre, les pays membres ont décidé de créer un secrétariat permanent et d'adopter une charte formalisant juridiquement l'existence du FPEG. Le siège de l'organisation sera au Qatar. Lors de cette réunion, les participants se sont mis d'accord pour coordonner leurs efforts sur plusieurs axes, dont les échanges d'information au sujet des prévisions et des programmes d'investissement, les relations avec les pays consommateurs, la mise en œuvre de nouvelles technologies, et le développement de la production de gaz naturel liquéfié.

### Extension de l'influence en Arménie
L'Arménie dépend à 100 % de la Russie pour ses approvisionnements en gaz. Elle est de plus un allié de la Russie dans la région. Un accord a été signé en avril 2006 avec Gazprom. La société fournit du gaz bon marché (110 dollars/1 000 m3) pendant 25 ans. En contrepartie, la participation de celle-ci dans la société arménienne de distribution de gaz, Arm RosGazprom, passe de 45 % à 75 %. Par cette manœuvre, Gazprom prend le contrôle du gazoduc en construction devant relier l'Arménie à l'Iran.

### Alliance avec l'Algérie
Le vendredi 19 janvier 2007, les dirigeants de Gazprom et de Sonatrach ont évoqué une fois de plus les avantages qu’il y aurait à s’unir pour dominer le marché européen. La Russie et l'Algérie sont les premiers fournisseurs de gaz à l’Union européenne (UE). Une coopération étroite entre eux peut entraîner une hausse des prix, ce qui ne serait pas dans l’intérêt de l'UE. Elle pourrait constituer un premier pas dans la création d’une OPEP du gaz, que la Russie appelle de ses vœux,. La Russie qui aspire à devenir le premier fournisseur de gaz au monde, en prendrait la tête, et pourrait l’utiliser comme effet de levier pour accroître la pression économique sur l’Europe.

### Alliance avec la Serbie
Dans le cadre du projet South Stream, près de 30 milliards de mètres cubes de gaz russe et d'Asie centrale seront acheminés chaque année en Europe. Gazprom a fait de la Serbie une de ses priorités dans la région. En effet, la Serbie sera le pays qui aura la plus grande partie du tracé sur son territoire, plus de 400 km, alors que la longueur totale du tronçon du gazoduc passant par la mer Noire sera d'environ 900 km. En Serbie a été aussi construit un réservoir souterrain (à Banatski Dvor) de gaz capable de contenir environ 300 millions de mètres cubes, de quoi fournir tous les pays d'Europe de l'Ouest pendant une certaine période en cas de coupure du réseau. Il a été inauguré en novembre 2011. Pour pouvoir entretenir l'infrastructure serbe de South Stream, il est prévu de créer une coentreprise pour moderniser l'infrastructure serbe existante pour un coût total de 2 milliards €. Une fois le tracé terminé (en 2013), l'importance énergétique de la Serbie sera aussi élevée pour l'Union européenne que l'Ukraine en 2009, alors que l'importance de l'Ukraine pour Gazprom sera moindre. La Serbie dépendant du soutien de la Russie pour le Kosovo, elle en est donc un partenaire beaucoup plus fiable que l'Ukraine qui, elle, se tourne vers les États-Unis.

### Alliance avec l'Ouzbékistan
En visite officielle en Ouzbékistan, le 2e producteur de gaz naturel en Asie centrale, le 23 janvier 2009, le président russe Dmitri Medvedev a fait part du passage des livraisons du gaz ouzbek aux prix du marché et du financement des nouveaux gazoducs. Gazprom achètera le gaz ouzbek 340 dollars les mille mètres cubes à partir du premier semestre 2009 (contre 140 dollars en 2008). Tachkent livrera 31 milliards de mètres cubes à la Russie en 2009.

### Participation dans le réseau de distribution de gaz

#### En Europe
Gazprom souhaite participer à la distribution du gaz en Europe. En Allemagne, la société russe a créé Wingas Gmbh en alliance avec BASF. Gazprom a d'ailleurs augmenté sa participation à hauteur de 50 % afin de fournir plus directement les foyers allemands. La société russe a cherché des partenariats dans d'autres pays européens, mais elle s'est jusqu'ici heurté à une certaine hostilité des gouvernements (Grande-Bretagne). En France, elle est déjà présente pour la livraison des clients professionnels sous la marque Gazprom Energy.
Gazprom souhaiterait par ailleurs se diversifier en construisant des centrales électriques notamment en Allemagne (alliance avec RWE).

#### Ailleurs dans le monde
Le 16 mai 2008, Gazprom devient l'un des partenaires principaux du projet de terminal méthanier Rabaska, au Québec (Canada), et fournira 100 % du gaz naturel liquéfié.
Le projet a été officiellement abandonné le 3 octobre 2013.

## Données financières
En 2009, Gazprom a réalisé un chiffre d'affaires de 115,25 milliards de dollars pour un bénéfice de 24,33 milliards de dollars, le plus important au monde cette année-là.

## Autres activités
Gazprom est le propriétaire et le principal sponsor du Zénith Saint-Pétersbourg et fut le principal sponsor de Schalke 04 de 2007 à 2022 à la suite de l’invasion de l’Ukraine par la Russie. L'entreprise paie aussi les factures d'électricité et de gaz du club de Roman Abramovitch, Chelsea, dans le cadre d'un accord de 3 ans signé en 2012.
Gazprom était aussi sponsor officiel de la Ligue des champions de l'UEFA jusqu’en 2022, partenariat stoppé également après l’invasion de l’Ukraine par la Russie.
L’entreprise russe a également sponsorisé l'UEFA Euro 2020.
En novembre 2009, elle a signé un contrat de cinq ans avec le parc de loisirs allemand Europa-Park pour sponsoriser l'attraction Blue Fire Megacoaster. Un hall de promotion des activités de la firme, préambule à l'attraction, est installé dans le parc à l'ouverture de la saison 2010.